# Butthole Surfers
Butthole Surfers (произносится: [bʌthəʊl ˈsɜːfəz]) — американская рок-группа, сформированная Гибби Хейнсом и Полом Лири в Сан-Антонио в 1981 году. Состав группы многократно менялся, но с 1983 года сохранялось ядро, состоящее из Хейнса, Лири и ударника Кинга Коффи. Тереза Нервоза была вторым ударником в период с 1983 по 1985 и с 1986 по 1989 годы; также группа сменила множество басистов, прежде всего это Билл Джолли и Джефф Пинкус.
Butthole Surfers известны прежде всего благодаря их абсурдистско-сюрреалистическим текстам и чёрному юмору, звуку, сочетающему элементы панка, психоделии, авангарда, метала, нойз-рока и электроники, а также использованию многочисленных звуковых эффектов и экспериментов. Их буйные концертные выступления имеют огромный успех. Участники группы ссылаются на наркотики, особенно психоделические, как на источник вдохновения для своего звука. Группа считается одной из наиболее влиятельных в истории альтернативного рока, особое влияние творчество группы оказало на альтернативный метал и зарождавшиеся гранж и сладж-метал. В числе поклонников группы были Курт Кобейн, Джонни Депп, Дэйв Грол, Кортни Лав, Егор Летов, Пётр Мамонов и многие другие.
Хотя группа высоко оценивается коллегами и привлекла много фанатов, коммерческий успех был невысоким до альбома 1996 года «ElectricLarryLand», единственного, ставшего «золотым». Альбом содержал хит «Pepper», достигший 1-й позиции в хит-параде журнала Billboard Modern Rock Tracks, Впоследствии, «Pepper», аналогично «Who Was in My Room Last Night?», вышел отдельным синглом и как видеоклип.

## История

### Формирование (1976—1981)
Группа была сформирована в поздних 1970-х, студентами университета «Тринити» в Сан-Антонио, штат Техас, Гибсоном «Гибби» Хейнсом и Полом Лири Велтхоллом. Хейнс, будучи капитаном баскетбольной команды университета, а в прошлом, так же школьным «Бухгалтером года», вскоре получил место в уважаемой техасской бухгалтерской фирме, а Лири остался в колледже работать над своей степенью МДА.
В 1981 году, Хейнс и Лири выпустили журнал Strange V.D., содержащий фотографии аномальных медицинских заболеваний в сочетании с фиктивными юмористическими объяснениями болезней. После поимки с одной из фотографий на работе, Хейнс ушел из бухгалтерской фирмы и переехал в Южную Калифорнию. Лири, будучи недовольным своей степенью, бросил колледж и поехал с Хейнсом. После непродолжительного периода, проведенного продажей домашней одежды и белья, украшенного изображением Ли Харви Освальда, Хейнс и Лири вернулись обратно в Сан-Антонио и создали группу, впоследствии ставшей Butthole Surfers.

### Ранние годы (1981—1984)
В 1981 году Хейнс и Лири сыграли свой дебютный концерт в одной из картинных галерей Сан-Антонио. К 1982 году у группы появилась ритм-секция, состоящая из Куинна Мэтьюса на бас-гитаре и его брата Скотта на ударных. В Сан-Антонио у группы не появилось сторонников, поэтому позже тем же летом они приобрели фургон и вернулись Калифорнию. Своё имя группа получила после того, как её по ошибке объявили по названию одной из песен («Butthole Surfer»).
Во время короткого концерта в клубе «Tool and Die» в Сан-Франциско группу заметил фронтмен хардкор-панк-группы Dead Kennedys и основатель лейбла Alternative Tentacles Джелло Биафра. Биафра пригласил группу открыть концерт для Dead Kennedys и T.S.O.L. в клубе Whiskey a Go Go в Лос-Анджелесе и вскоре сделал предложение когда-либо записаться на его лейбле. Группа вернулась в Сан-Антонио, чтобы сделать запись в студии BOSS, однако, к тому времени из группы ушли братья Мэйсон из-за драки Хейнса со Скоттом Мэйсоном. Место бас-гитариста занял Билл Джолли, сыгравший на двух последующих альбомах группы. На ударных стал играть Кинг Коффи (при рождении Джеффри Коффи), который играет с группой по сей день.
Выпущенный на Alternative Tentacles в июле 1983 года EP, Butthole Surfers (также известный как Brown Reason to Live и Pee Pee the Sailor) содержал песни с провокационно-абсурдными названиями вроде «The Shah Sleeps in Lee Harvey's Grave» и «Bar-B-Q Pope», которые попеременно исполняли Хейнс и Лири (Хейнс станет основным вокалистом группы к моменту выхода их первого LP). Обложка альбома, как и множество причудливых иллюстраций, которые будут сопровождать последующие работы Surfers, была разработана самой группой. Насыщенный юмором, Butthole Surfers заложил основу для того, что должно было произойти. Он повлиял, по крайней мере, на одну будущую суперзвезду - фронтмена Nirvana Курта Кобейна, который в своих «Дневниках» назвал его одним из десяти любимых альбомов. Позже Кобейн включил альбом Butthole Surfers «Pee Pee the Sailor» в число пятидесяти наиболее повлиявших на звучание Nirvana. Позже Кобейн встретит свою жену, Кортни Лав из Hole, на концерте Butthole Surfers/L7 в 1991 году.
Вскоре после выхода Butthole Surfers группа наняла второго барабанщика, Терезу Нервозу (урожденная Тереза Тейлор), которая играла с Коффи в нескольких школьных маршевых оркестрах в техасских районах Форт-Уэрт и Остин. Она и Коффи барабанили в унисон на отдельных, стоящих друг за другом установках, добавляя зрелищности постоянно развивающемуся сценическому шоу Surfers. Хотя Нервоза и Коффи неоднократно называли себя братом и сестрой, впоследствии выяснилось, что они представляли себя таковыми только из-за схожей внешности и на самом деле не являются родственниками. С ее приходом в группе сформировался основной «классический состав» - Хейнс, Лири, Коффи и Нервоза. За исключением нескольких разных басистов и короткого отпуска Нервозы с конца 1985 по 1986 год, состав оставался практически неизменным до ее окончательного ухода в 1989 году. В 2008 году она вернулась в группу - на их сайте было объявлено о датах тура 2009 года с участием «Терезы Тейлор».
В 1984 году группа вернулась в BOSS Studios, чтобы записать достаточно материала для двух полноформатных альбомов. Оба альбома были первоначально предложены Alternative Tentacles, первый из них был Psychic... Powerless... Another Man's Sac. Однако прежде чем выпустить оба альбома, Alternative Tentacles пришлось приобрести мастер-ленты у Боба О'Нила, владельца BOSS Studios. Он отказался выпускать их до тех пор, пока не получит компенсацию за сессии, а Alternative Tentacles не могли сразу позволить себе заплатить. После нескольких месяцев ожидания, в сентябре 1984 года группа от финансового отчаяния выпустила концертную запись Live PCPPEP на Alternative Tentacles. Состоящая в основном из живых исполнений песен с дебюта, она заставила некоторых критиков и фанатов пошутить, что они выпустили один и тот же альбом дважды. Тем временем Боб О'Нил готовился выпустить Psychic... на своем собственном лейбле Ward 9, чтобы окупить свои расходы.

### Восхождение легенды (1984–1987)
Некоторые участники работали посудомойщиками, и группа была недовольна тем, что альбом вышел на Ward 9. Терри Толкин, друг и агент группы на Восточном побережье, подписал контракт с Кори Раском на тогда еще только зарождавшейся Touch and Go Records в Детройте. Psychic... Powerless... Another Man's Sac был выпущен в 1984 году. Основываясь на своем первом EP, группа сделала психоделию гораздо большей частью своего звучания на этом релизе, который в полной мере использовал монтаж ленты, нетрадиционные инструменты и модуляцию звука, которые стали определять их студийные записи.
Незадолго до выхода Psychic..., с новым басистом Теренсом Смартом на буксире (первым из многих в 1986 году) группа начала свой первый общенациональный тур. Именно в этом туре они по-настоящему заявили о себе, начав с ранней штаб-квартиры Touch and Go в Детройте и отправившись в Нью-Йорк, где произвели впечатление на членов Sonic Youth, а также на участника Shockabilly (и будущего басиста Butthole Surfers) Крамера. Затем они несколько месяцев колесили по стране, включая концерт в Сиэтле, который сделал фанатом будущего гитариста Soundgarden Кима Тайила. Находясь в Сан-Франциско в конце тура и не имея жилья, группа приняла коллективное решение переехать в Винтервилль (небольшой городок в окрестностях Афин, штат Джорджия), где, по их признанию, у них появилось хобби - преследовать участников R.E.M. Они якобы планировали оставить фургон, припаркованный у дома Майкла Стайпа, с надписью на боку «Michael Stipe/Despite the Hype/I Still Wanna Suck/Your Big Long Pipe». Смарт ушел, влюбившись в подругу группы, и Тревор Малкольм, молодой канадский музыкант, рекомендованный Touch and Go, заменил его на басу.
К тому времени, когда группа снова отправилась в путь, слухи о ее странном сценическом шоу распространились, что привело к тому, что на ее концертах собиралась все большая аудитория. Вскоре после прихода Малькольма группа записала свое выступление для потомков, сняв два концерта в детройтском клубе Traxx. Некоторые из этих видеозаписей в конечном итоге попали в сборник «Blind Eye Sees All», единственный официальный видеорелиз группы на сегодняшний день. В это время они приобрели свой первый 8-дорожечный магнитофон и использовали его для записи двух песен, которые впоследствии вошли на А-сторону альбома Cream Corn from the Socket of Davis.
Сообщалось, что Малькольм недоволен жизнью в группе, и он ушел из нее в середине 1985 г. Друг группы из Афин, Хуан Молина, был привлечен для короткого тура по США, но не был заинтересован в том, чтобы стать постоянным участником. Без постоянного басиста и быстро приближающегося европейского тура - первого для группы - они обратились к Крамеру, который быстро согласился присоединиться. Тем временем их второй LP, который был представлен Alternative Tentacles как Rembrandt Pussy Horse, все еще оставался в подвешенном состоянии. Причины действий Alternative Tentacles неясны, но известно, что лейбл откладывал решение около года, прежде чем в конце концов отказался от издания. В ожидании группа выпустила четырехпесенный EP Cream Corn from the Socket of Davis на Touch and Go в конце 1985 года. Как только Alternative Tentacles окончательно отказались, группа вернулась в нью-йоркскую студию Noise Крамера, чтобы записать два новых трека взамен «To Parter» и «Tornadoes», которые первоначально предназначались для Rembrandt..., а затем появились на би-сайде EP Cream Corn....
После европейского турне Butthole Surfers пережили новые потрясения, когда Нервоза покинула группу около Рождества 1985 года, так как устала от условий жизни, связанных с постоянными гастролями, и захотела побыть с семьей. Ее заменила другая женщина-барабанщица, Кайта Гернатт, которую в прессе окрестили Капуста Гомес-младшая. Капуста ранее выступала с Кэтлин Линч (она же Кэтлин, она же Ta-Da the Shit Lady) в группе Easturn Stars; Линч получила известность как печально известная голая танцовщица Butthole Surfers с 1986 по 1989 год. Крамер также ушел в этот период и был заменен Джеффом Пинкусом, который обеспечил бас-гитаре группы самый длительный период стабильности, продержавшись до 1994 года.
Их второй LP был наконец издан под названием Rembrandt Pussyhorse на Touch and Go в апреле 1986 года. Вышедший спустя два года после первоначальных сессий, он отличался от неизданной версии Alternative Tentacles миксом и набором песен. Наиболее известный своей минималистской переработкой песни The Guess Who «American Woman», этот альбом является одним из самых экспериментальных в карьере Butthole Surfers. После особенно бесконтрольного, даже по меркам Butthole Surfers, тура, летом 1986 года группа поселилась в Винтервилле. Нервоза снова присоединился к ним (Капуста была уволена несколькими месяцами ранее), и они занялись созданием своей первой домашней студии в арендованном доме на окраине Афин. Вскоре они приступили к неспешной записи своего третьего полноформатного проекта. Вышедший в марте 1987 года альбом Locust Abortion Technician является одним из самых тяжелых альбомов Butthole Surfers и часто считается их лучшим на сегодняшний день. Сочетая в себе аспекты панка, хэви-метала и психоделии, его уникальное звучание создало ряд скрежещущих, медленных по темпу песен, что, возможно, делает его ранним предшественником гранжа.

## Состав группы
Текущий состав
- Гибби Хейнс — вокал, гитара, саксофон (1981 — нынешнее время)
- Пол Лири — гитара, бэк-вокал (1981 — нынешнее время)
- Кинг Коффи — ударные (1983 — нынешнее время)
- Джефф Пинкус — бас-гитара (1986—1994, 2008 — нынешнее время)

Бывшие участники
- Тереза Нервоза — ударные (1983—1985, 1986—1989, 2008—2009)
- Натан Калхоун — бас-гитара (2000—2002)
- Кита Гернатт (Каббадж) — ударные (1985—1986)
- Марк Крамер — бас-гитара (1985)
- Тревор Мальколм — бас-гитара (1985)
- Теренс Смарт — бас-гитара (1984—1985)
- Билл Джолли — бас-гитара (1982—1984)
- Куинн Мэттьюс — бас-гитара (1982)
- Скотт Мэттьюс — ударные (1981—1982)
- Эндрю Мюллин — бас-гитара (1981—1982)
- Скотт Стивенс — бас-гитара (1981)

Участники группы во время туров
- Джейсон Моралес — [дополнительный ударник] (2002)
- Джош Клингхоффер — гитара, ударные (2001)
- Кайл Эллисон — гитара (1996)
- Оуэн МакМахон — бас-гитара (1996)
- Кэтлин Линч — ударные, перкуссия (1986—1989)
- Джуан Молина — бас-гитара (1985)

## Дискография
EP
- 1983 — Butthole Surfers
- 1986 — Cream Corn from the Socket of Davis
- 1989 — Widowermaker
- 1990 — The Hurdy Gurdy Man
- 1990 — Lonesome Bulldog
- 1993 — Who Was in My Room Last Night?
- 1994 — Good King Wencenslaus
- 1996 — Cough Syrup
- 1996 — Jingle of a Dog’s Collar
- 1996 — Pepper
- 2001 — Dracula from Houston
- 2001 — The Shame of Life

Студийные альбомы
- 1984 — Psychic… Powerless… Another Man’s Sac
- 1986 — Rembrandt Pussyhorse
- 1987 — Locust Abortion Technician
- 1988 — Hairway to Steven
- 1991 — piouhgd
- 1993 — Independent Worm Saloon
- 1996 — ElectricLarryLand
- 2001 — Weird Revolution

Концертные альбомы
- 1984 — Live PCPPEP
- 1989 — Double Live
- 2008 — Live at the Forum London
- 2012 — Sugar Daddy Live Split Series

Сборники
- 1986 — Rembrandt Pussyhorse / Cream Corn from the Socket of Davis
- 1995 — The Hole Truth... and Nothing Butt
- 2002 — Humpty Dumpty LSD
- 2003 — Butthole Surfers/Live PCPPEP
- 2007 — Piouhgd + Widowermaker!